# Lubeck Challenger 2005
Il Lubeck Challenger 2005 è stato un torneo di tennis facente parte della categoria ATP Challenger Series nell'ambito dell'ATP Challenger Series 2005. Il torneo si è giocato a Lubecca in Germania dal 21 al 27 febbraio 2005 su campi in sintetico indoor.

## Vincitori

### Singolare
Raemon Sluiter ha battuto in finale  Alexander Waske con il punteggio di 7–6(2), 7–6(10)

### Doppio
Pavel Šnobel /  Martin Štěpánek hanno battuto in finale  Philipp Petzschner /  Lars Übel con il punteggio di 7–6(5), 5–7, 7–5